# Rutan Voyager

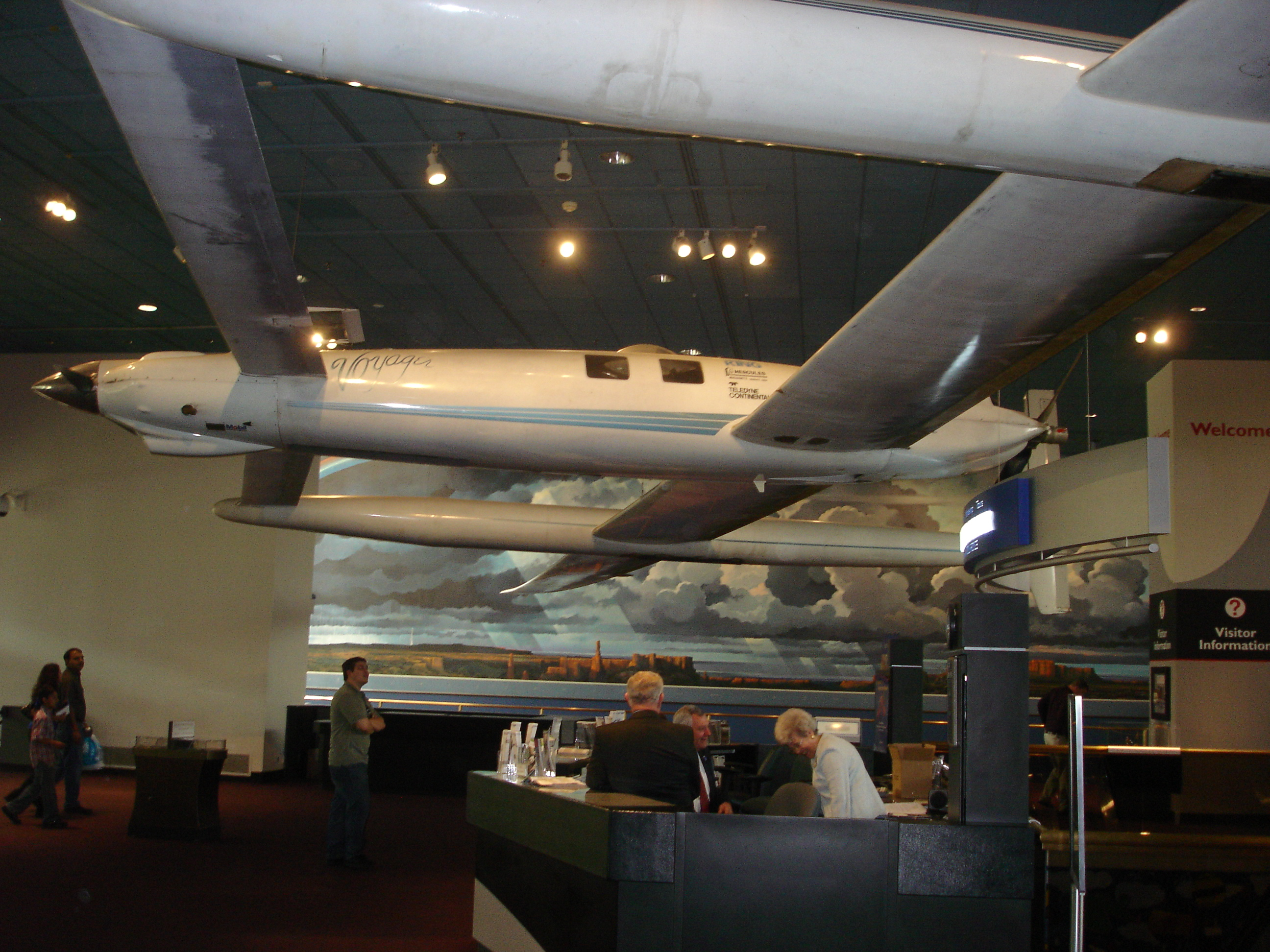
Voyager на виставці в Національному аерокосмічному музеї

Вояджер, модель 76 (англ. Voyager - мандрівник) — перший літак, який здійснив безпосадковий навколосвітній політ без дозаправки. Літак пілотували Дік Рутан і Джеана Єґер. Вояджер злетів з 4600-метрової смуги авіабази Едвардс в Мохаве 14 грудня 1986 року й успішно приземлився на ній же за 9 днів, 3 хвилини і 44 секунди 23 грудня. Під час польоту літак здолав 42432 км (МАФ зарахувала дистанцію 40212 км) на середній висоті 3,4 км. Цей рекорд остаточно побив попередній, установлений екіпажем ВПС США, який пілотував B-52 і подолав 20168 км у 1962 році. Вояджер, модель 76 було виготовлено приватною компанією з обмеженою відповідальністю Scaled Composites.[джерело?]

## Проект та розробка
Ідея проекту виникла у Джеани Єґер, Діка та його брата Берта Рутана, під час обіду в 1981 році. Початковий задум спочатку було накинуто на звороті серветки. Вояджер будували в Мохаве, Каліфорнія протягом 5 років. Збудувала його група добровольців, що працювали як на Авіазаводі Рутана, так і в організації заснованій під назвою «Літальний апарат Вояджер» (англ. Voyager Aircraft).
Планер літака виготовлений значною мірою із скловолокна, вуглеволокна та Кевлару, його вага – 426 кг. Разом з двигунами незавантажена маса літака становила 1020 кг. Однак, коли він був повністю завантаженим перед історичним польотом, то важив 4397 кг за рахунок великої кількості палива, яке було потрібно для польоту на довгу дистанцію. Літак мав аеродинамічну якість близько 27.
Вояджер мав передній та задній пропелери, які приводились у дію окремими двигунами. Задній двигун з водним охолодженням Teledyne Continental IOL-200, був запланований для роботи протягом всього польоту. Передній двигун з повітряним охолодженням Teledyne Continental O-240, призначався для забезпечення додаткової потужності при зльоті та початкового періоду польоту, коли маса була великою.

## Тактико-технічні характеристики

### Технічні характеристики
- Екіпаж: 2 людини
- Довжина: 8,9 м
- Розмах крила: 33,8 м
- Висота: 3,1 м
- Маса порожнього: 1020,6 кг
- Маса спорядженого: 4397,4 кг
- Двигуни: 1 × Teledyne Continental O-240

1 × Teledyne Continental IOL-200

### Льотні характеристики
- Максимальна швидкість: 250 км/год
- Крейсерська швидкість: 200 км/год
- Дальність польоту:: 43000 км.
- Автономність: 215 год.